# Fox Deportes
Fox Deportes (anteriormente Fox Sports en Español) es un canal de televisión por suscripción estadounidense, de temática deportiva, en español. Es propiedad de Fox Corporation y pertenece a su división de Fox Sports. Dirigido a la comunidad hispana estadounidense, emite principalmente programas y eventos deportivos de fútbol, fútbol americano, béisbol y lucha libre. Realiza sus emisiones desde Los Ángeles, California y Ciudad de México.

## Logotipos

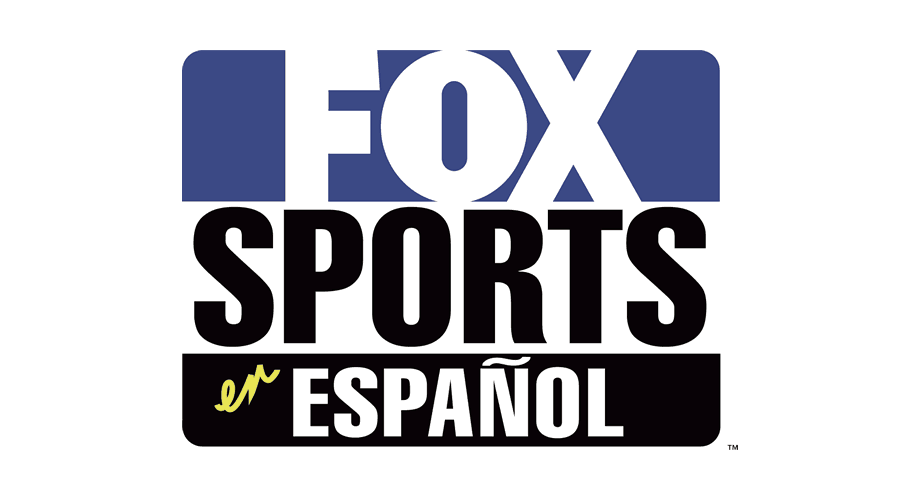
2000-2009
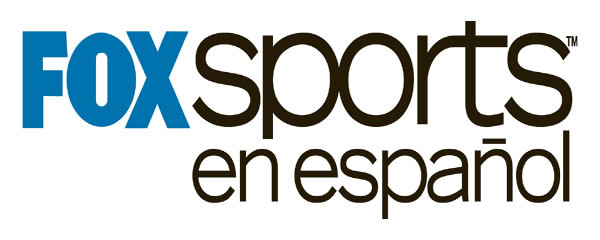
2009-2010
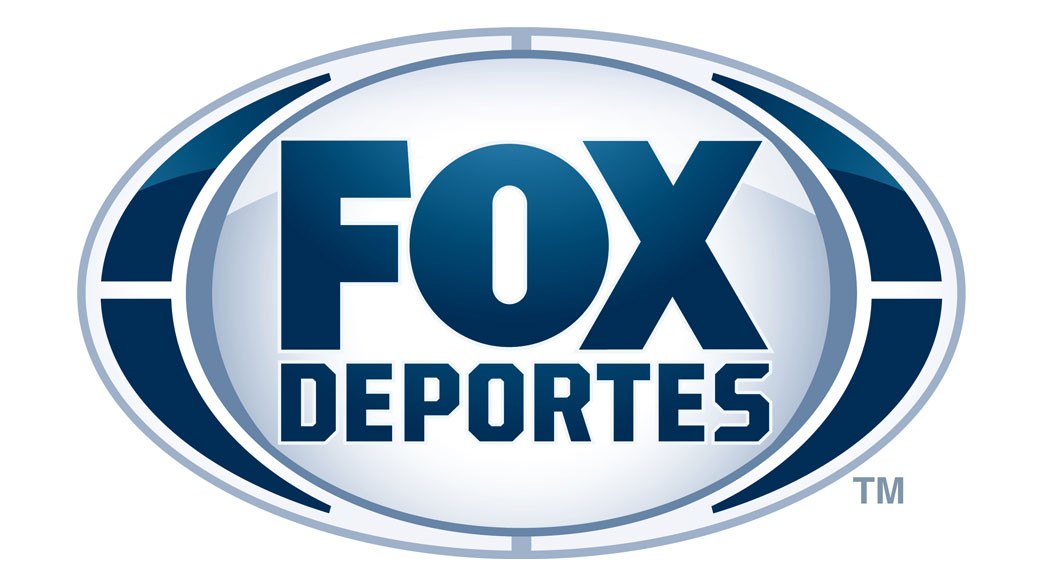
2012-2019
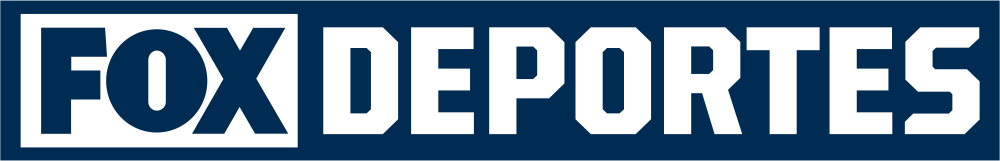
2019-presente

## Programación

### Fútbol
Fox Deportes posee derechos de fútbol internacional como la MLS, Liga Nacional de Honduras, Liga MX y Liga MX Femenil (partidos como local de FC Juárez y Tigres). Durante la Copa Mundial de la FIFA 2018, el canal transmitió repeticiones de la cobertura del torneo de Fox en inglés.
El 4 de enero de 2023, se anunció que Fox Sports había adquirido los derechos de transmisión en inglés y español de la Copa de Francia con Fox Deportes transmitiendo la mayoría de los juegos.El 11 de agosto, se informó que Fox Sports se hizo con los derechos televisivos de la Liga Profesional Saudí tanto en inglés como en español, por lo que Fox Deportes empezó a transmitir encuentros de esa liga desde la temporada 2023-24.El 10 de octubre, Fox Deportes reveló la adquisición de los derechos de emisión en inglés de los partidos amistosos de la selección mexicana de fútbol hasta la Copa Mundial de Fútbol de 2026.
El 16 de agosto de 2024, Fox Sports dio a conocer que había llegado a un acuerdo de dos años para que Fox Deportes comenzara a emitir partidos selectos de la Serie A de Italia en español, con todos los juegos disponibles en dicho idioma a través de la Fox Sports APP.

### Fútbol americano
Fox Deportes comenzó tener transmisiones simultáneas de algunos encuentros de Fox College Football en 2013 con gráficos y narraciones en español comenzando con el Juego de Acción de Gracias de 2013 en Fox. También transmite partidos selectos de la NFL del paquete NFL on Fox con gráficos y narraciones en español, incluido el paquete de playoffs de la NFC de Fox (Fox continúa transmitiendo todos los juegos de la NFL con narración en español a través de la opción SAP, independientemente de un juego que también se transmita por Fox Deportes). La cadena también transmitió el Super Bowl XLVIII, una novedad para una cadena de deportes en español en los Estados Unidos, y ha seguido transmitiendo Super Bowls en los años en los que Fox ha tenido los derechos.

### Béisbol
Fox Deportes también sirve como el hogar en español de la Major League Baseball incluidos el Juego de Estrellas de la MLB, la Serie de Campeonato de la Liga Nacional y Americana (años impares de la Liga Americana, años pares de la Liga Nacional), la Serie Mundial y el Clásico Mundial de Béisbol. Aunque la propia Fox ha ampliado la disponibilidad de audio SAP desde principios de 2012 para aumentar la existencia de audios de la programación en horario estelar y el audio en español a su paquete de la NFL, Fox Sports ha optado por retener el audio en español de su cobertura de la MLB, teniéndolo exclusivamente mediante Fox Deportes por el momento.

### Lucha Libre profesional
Desde octubre de 2019 hasta octubre de 2024, Fox Deportes poseyó los derechos de transmisión en español del programa Friday Night SmackDown de WWE, que se transmitió en vivo simultáneamente con Fox.

### Programas
- El chiringuito de Jugones - Fox Deportes en Estados Unidos posee los derechos de este programa deportivo español emitido por Mega (propiedad de Atresmedia) y presentado por Josep Pedrerol, que se centra en la cobertura de LaLiga nacional y el fútbol europeo en general.
- Gol x Gol América - Programa de noticias producido en Tegucigalpa, Honduras sobre las incidencias del fútbol de Latinoamérica y Estados Unidos. Con Mauricio Kawas, Neptalí Valle, Felipe Valencia y Emma Ramos en estudio. En cada episodio se destacan reportes de una serie de corresponsales, incluyendo a Gustavo Martínez (Argentina/Colombia), José Aspillaga (Perú), Feisal Rishmawy (Honduras/Centroamérica) y Juan Andrés Ponce (Ecuador). Además, los talentos populares de Fox Deportes, Rodolfo Landeros y Álvaro Izquierdo.
- Punto Final - Programa de debate nocturno producido en Ciudad de México. Con comentaristas y reporteros de Fox Deportes en Los Ángeles, California, EE.UU.; así como de Juárez, Monterrey, Tijuana y Torreón, México aparecen según sea necesario. Con Jorge Murrieta, Jorge Carlos Mercader, Verónica González, Eddy Vilard, Daniel Brailovsky, Cesilio de los Santos, John Laguna, Rodolfo Landeros, Mariano Trujillo, Claudio Suárez, Claudia García Muñoz, Giselle Zarur, Álvaro Izquierdo, entre otros.[10]
- Total Sports 360 - Programa de noticias nocturno producido en la Ciudad de México cubre eventos deportivos que son de interés para los hispanos que viven en Estados Unidos. Con Jorge Carlos Mercader, Eric Fischer, Majo Montemayor, Eddy Vilard, entre otros.[10]